# Edson Mexer
Edson André Sitoe, mais conhecido como Mexer (Maputo, 8 de setembro de 1988), é um futebolista moçambicano que atua como defesa. 

## Carreira
Formado nas escolas do Grupo Desportivo de Maputo, atualmente joga pelo Bordéus da França.

## Titulos
Rennes
- Copa da França: 2018-19